# Опатија (град)
Опатија (итал. Abbazía) је град нa Kвaрнeрy нa oбaли ceвepoиcтoчнe Истрe y Републици Хрватској, у Приморско-горанској жупанији.

## Етимологија
Име Опатије потиче од бенедиктинске опатије, која је овде основана у 15. веку. Бенедиктинци су у овом крају имали неколико манастира, па су 1506. године подигли црквицу и мали самостан за свог опата, крај самог мора. Назвали су је abbazia di S. Giacomo - опатија Св. Јакова, па се место око здања вековима називало Abbazia della Preluka - Опатија Св. Јакова код Прилуке.

## Положај
Опатија се налази у крајњем североисточном делу Истре, поред обале ријечког залива Кварнера и недалеко од Ријеке. Опатија лежи на 2-30 м надморске висине, а изнад ње се диже шумовита планина Учка, висине 1396 м. Град има веома угодну климу, нарочито благу зиму, па представља одлично летовалиште и зимовалиште, лечилиште и одмаралиште.

## Haceљa
Гpaд Oпaтијa ce cлyжбeнo cacтоји oд 10 нaceљa. Гpaдић Волоско ce вoди пoд мecтoм Oпaтијa иaкo je cтapиje и apxитeктoнcки oдвojeнo pибapcкo мecтo.
Пopeд oбaлниx нaceљa (od ceвepa пpeммa jyгy) Волоско, Oпaтијa. Ичићи и Икa, y yнyтpaшњeм дeлy Гpaдa Oпaтиј ce нaлaзe: Добрећ, Мала Учка, Оприч, Побри, Пољане, Вела Учка и Вепринац.

## Историја
Насеље је, након изградње опатије, почело да се шири око манастира и да се назива Опатија. Још 1840. године поред црквице налазило се око 35 кућа са око 300 становника. Иако природни услови нису били најповољнији за подизање сталног обалског насеља, железничка веза Беча са Трстом (1857) и Ријеком (1873) омогућила је главном граду Аустрије да добије приморско зимовалиште. С обзиром на климатске погодности Опатије и привлачност њене околине, многи представници аустријске аристократије заинтересовали су се за подизање вила у Опатији. Пре тога ријечки патрициј Скарпа подигао је вилу Анђолину (1844) у бујном природном парку медитеранске вегетације Опатије, који је привлачио многе излетнике. Скарпа је проредио густу шуму и засадио егзотична стабла секвоје, чемпреса, магнолија, пинија, кедрова итд. Иницијативом Управе јужне железнице Опатија је почела да се уређује као зимски Беч. Управа је откупила вилу Анђолино, изградила велики хотел, па је Опатија постала морско климатско одмаралиште и лечилиште. Касније су подигнути и други хотели, па је насеље изграђивано као туристичко место. Око зграда и на трговима засађено је различито украсно биље.
Године 1889. Опатија је проглашена лечилиштем. Пре тога је у њој настала рибарска колонија, коју су чинили становници суседних, виших насеља. Они су се спуштали и настањивали ново приморско насеље, па је Опатија 1880. године имала око 360 становника. Упоредо са изградњом насеља уређена је и обала, поред које води пут дуж мора. Хотели и летњиковци искористили су суседне обале за купатила и спортска пристаништа. Градско купатило има средишњи положај. Опатијска лука састоји се од гата и засићеног басена.

## Географија
Налази се на Кварнеру, копнено-острвском простору између истарског полуострва и планине Велебит.

### Клима
Море и угодно поднебље две су главне природне компоненте које су подстакле туризам у Опатији. Средња јануарска температура од 4,7 °C и стално зелена околина насеља чине Опатију одличним зимовалиштем. Планина Учка задржава влагу и облаке, које доносе западни ветрови, па је у Опатији количина падавина мања, а осунчавање веће него у суседној Ријеци. Средња годишња температура у Опатији износи 13,3 °C (у априлу 11,9 °C, јулу 22,2 °C, октобру 13,8 °C). Опатија добија годишње 1.800 милиметара кише. Она има 103 дана годишње са кишом и 23 дана годишње са олујом, 3,7 снежних дана, али и раздобља са снегом тек сваке пете године. Од марта до октобра Опатија има 1.453 часа са сунцем и просечно 143 ведра и 98 облачних дана. Зими најчешће дува бура, али је она у Опатији осетно слабија него у правцу Ријека — Кантрида. Опатија је од ветрова заштићена планином Учком и острвима Цресом и Крком.
Море је пред Опатијом просечно 263 дана у години мирно, а 102 дана узбуркано. Температура морске воде у јануару износи 7,3 °C, априлу 13,3 °C, јулу 26,5 °C и октобру 16,1 °C. Салинитет морске воде код Опатије износи 27,8 промила.

## Становништво
По попису из 2011. године има 11.659 становника.
По попису из 1991. године, у општини Опатија је живело 863 Словенаца.
Према резултатима пописа из 2011. у граду је живело 11.659 становника, а у самом насељу је живело 6.657 становника.

### Попис 1991.
На попису становништва 1991. године, насељено место Опатија је имало 9.073 становника, следећег националног састава:
| Попис 1991.‍   | Попис 1991.‍  | Попис 1991.‍ | Попис 1991.‍ | Попис 1991.‍ |
| ------------- | ------------ | ----------- | ----------- | ----------- |
|               |              |             |             |             |
| Хрвати        | Хрвати       |             | 6.953       | 76,63%      |
| Срби          | Срби         |             | 444         | 4,89%       |
| Југословени   | Југословени  |             | 304         | 3,35%       |
| Словенци      | Словенци     |             | 282         | 3,10%       |
| Италијани     | Италијани    |             | 119         | 1,31%       |
| Албанци       | Албанци      |             | 60          | 0,66%       |
| Муслимани     | Муслимани    |             | 54          | 0,59%       |
| Мађари        | Мађари       |             | 51          | 0,56%       |
| Црногорци     | Црногорци    |             | 41          | 0,45%       |
| Македонци     | Македонци    |             | 40          | 0,44%       |
| Аустријанци   | Аустријанци  |             | 15          | 0,16%       |
| Немци         | Немци        |             | 11          | 0,12%       |
| Словаци       | Словаци      |             | 8           | 0,08%       |
| Русини        | Русини       |             | 6           | 0,06%       |
| Румуни        | Румуни       |             | 5           | 0,05%       |
| Турци         | Турци        |             | 5           | 0,05%       |
| Чеси          | Чеси         |             | 5           | 0,05%       |
| Јевреји       | Јевреји      |             | 4           | 0,04%       |
| Пољаци        | Пољаци       |             | 2           | 0,02%       |
| Грци          | Грци         |             | 1           | 0,01%       |
| Руси          | Руси         |             | 1           | 0,01%       |
| остали        | остали       |             | 17          | 0,18%       |
| неопредељени  | неопредељени |             | 369         | 4,06%       |
| регион. опр.  | регион. опр. |             | 152         | 1,67%       |
| непознато     | непознато    |             | 124         | 1,36%       |
| укупно: 9.073 |              |             |             |             |

## Познате личности
- Бети Јурковић, хрватска певачица
- Какаду лук, женски рок бенд
- Ведрана Рудан, хрватска књижевница

## Градови побратими
- Кастел Сан Пјетро Терме
- Илирска Бистрица
- Балатонфиред
- Кармањола
- Бад Ишл
- Ферара[6]